# 塔克基思拉宮
塔克基思拉宮（طاق كسرى / تاق کسرا / ایوان مدائن）是一座波斯薩珊王朝建築，位於泰西封薩爾曼公園。這是古城泰西封的唯一殘存的建築，其拱狀結構是世界最大磚造拱形建築。

## 歷史
塔克基思拉宮建造的確切時間仍未確定，可能開始在公元540年霍斯勞一世侵略拜占庭後。拱形大廳高約37米，寬26米，長50米，曾經是世界最大單拱建築。
塔克基思拉宮在公元637年遭到阿拉伯人佔領，被當作清真寺使用。
在1909年，嚴重水災破壞大部分的塔克基思拉宮。

## 外部連結
- Archent: Taq-i Kisra （页面存档备份，存于）
- Global Heritage Fund page on Ctesiphon
- Swiss journalist's photos of Taq-e Kasra in 1970s: "Taq-e Kasra; a Persian archaeological sight outside Persia （页面存档备份，存于） (Photo)